# Wojciech Gwarek
Wojciech Kazimierz Gwarek (ur. 13 września 1947 w Skarżysku-Kamiennej) – polski inżynier, profesor, specjalista w zakresie techniki mikrofalowej i elektrodynamiki obliczeniowej.

## Biografia
Od 1950 r. mieszka w Warszawie, gdzie w 1965 r. ukończył Liceum Ogólnokształcące nr 49 im. Zygmunta Modzelewskiego (obecnie imienia J.W. Goethego).  W roku 1970 ukończył studia na Wydziale Elektroniki Politechniki Warszawskiej i rozpoczął tam pracę. W latach 1973–1974 jako stypendysta Fundacji Kościuszkowskiej odbył staż naukowy w amerykańskim Massachusetts Institute of Technology, gdzie uczestniczył w pracach naukowych dotyczących fal milimetrowych i uzyskał stopień Master of Science in Electrical Engineering. Następnie powrócił do pracy w Instytucie Radiotechniki (obecnie Radioelektroniki i Technik Multimedialnych) Politechniki Warszawskiej, gdzie jest zatrudniony do dziś. W 1994 został profesorem nadzwyczajnym, a w 2000 uzyskał stopień profesora.
Specjalnością naukową Wojciecha Gwarka jest technika mikrofalowa oraz elektrodynamika obliczeniowa. W tej dziedzinie jest autorem ok. 300 publikacji, dla których baza Google Scholar wykazuje ponad 1000 cytowań. Za swoje prace uzyskał m.in. nagrodę Prezesa Rady Ministrów, stopień Fellow of the IEEE oraz IEEE Microwave Pioneer Award.
Jest autorem (wspólnie z Tadeuszem Morawskim) podręcznika pt. Teoria pola elektromagnetycznego (a następnie Pola i fale elektromagnetyczne), który od roku 1977 do dziś jest podstawowym podręcznikiem na wydziałach elektroniki politechnik w Polsce. Profesor Gwarek jest aktywny w międzynarodowym środowisku naukowym jako członek komitetów naukowych wielu konferencji w Europie i USA. Jest też członkiem Rady Naukowej Instytutu Technologii Elektronowej w Warszawie.

## Działalność pozanaukowa
W 1996 został współzałożycielem i prezesem firmy QWED, producenta specjalistycznego oprogramowania symulacyjnego QuickWave, wyróżnionego m.in. nagrodą European Information Technology Prize (1998).

## Stanowiska
- od 1970 – pracownik Instytutu Radioelektroniki i Technik Multimedialnych Politechniki Warszawskiej
- 1984-1987 – z-ca dyrektora Instytutu Radioelektroniki i Technik Multimedialnych PW
- 2009-2016 – kierownik Zakładu Techniki Mikrofalowej i Radiolokacyjnej PW

## Członkostwa
- Institute of Electrical and Electronics Engineers (IEEE)  (od 1989, stopień Fellow od 2001)
- członek PAN (w latach 2011-2014 przewodniczący Sekcji Mikrofal KEiT PAN)

## Nagrody, wyróżnienia, odznaczenia
- Krzyż Kawalerski Orderu Odrodzenia Polski (2020)[6][7]
- Złoty Krzyż Zasługi (2002)[8]
- Medal Komisji Edukacji Narodowej (2014)
- Nagroda Prezesa Rady Ministrów (1999)
- Nagroda Ministra Nauki, Szkolnictwa Wyższego i Techniki (1978, 1979, 1981)
- Nagroda Mistrz Techniki (2000)
- IEEE Microwave Pioneer Award

## Ważne publikacje
- Teoria pola elektromagnetycznego, (wspólnie z Tadeuszem Morawskim), 1977